# Aguilar de Segarra
Aguilar de Segarra è un comune spagnolo di 220 abitanti situato nella comunità autonoma della Catalogna.